# 土地分配法
土地分配法 (とちぶんぱいほう、Agrarian laws、語源であるラテン語の「ager」は「土地・農地」を意味する) は、共和政ローマにおける国有地 (ager publicus) の分配規制法である。この法を改革しようという様々な動きは、「身分闘争」として知られる、パトリキ (貴族)とプレブス (平民)の間に起こった社会政治的闘争の一部であった。

## 概要
古代ローマにおける土地の区分には3つの種類があった。私有地、共同牧場、そしてどの個人のものでもない国有地である。共和政ローマはその領地を急速に拡大していったため、誰のものでもない国有地が有効活用されない事は問題となっていた。しかしながら紀元前2世紀までには、裕福な地主たちはローマ領内の田園地帯を、広大な国有地の「借用」によって支配し、まるで我が物のように扱うようになっていた。
そのため、小さな個人経営の農家は競争に敗れ、廃業していく事になる。こうした価格競争に敗れたり、戦争によって農村部が危険に晒された農民たちは、都市への流入を余儀なくされた。しかしながら都市に行っても仕事はなく、住居は危険で混雑し、不潔でもあった。

## カッシウス法案
恐らく共和政ローマにおける最初の土地分配法は紀元前486年に提案された。この年、ヘルニキ族との間に和平条約が締結され、彼らはその領土の2/3をローマに割譲する事に同意した。当時スプリウス・カッシウス・ウェケッリヌスが三度目の執政官を務めており、この新領地を他のローマ国有地と共にラティウム同盟とプレブスたちに配給するよう提案し、法整備を進めようとした。
ニーブールによるとこの法は、王政ローマ六代目セルウィウス・トゥッリウス王の定めた、ローマ領のうちパトリキの支配領域を明確化し、残った部分をプレブスたちに分け与え、パトリキから十分の一税を徴収する法を復活させたものだという。
このカッシウスの法案は元老院 (その一部は国有地を不法占拠していたようだ) と、同僚の執政官プロクルス・ウェルギニウスによって否決された。彼らとしては、カッシウスがこれ以上人気を集めてしまっては困るという思惑もあったようだ。ウェルギニウスは公然と法案に反対し、プレブスたちは土地がラティウム同盟にも分配されることに不安を感じていた。更にはカッシウスが王位を狙っているのではないかという疑惑も持ち上がっていた。
ウェルギニウスは、法案がローマ人にのみ適用されるのであれば賛成に回ると妥協案を提示した。これに対抗してカッシウスは、プレブスたちに食糧不足解消のため輸入されていたシキリアとうもろこしの売上を還元する事を約束したが、プレブスたちはこれを王権の買収と見做して拒否し、カッシウスの野望は益々まことしやかに囁かれるようになった。
元老院ではアッピウス・クラウディウスらが対応を議論し、まずは実態調査のための土地分配十人委員会が設立されることが決定された。しかし、実際に委員会が組織されることはなかった。
紀元前485年にカッシウスが退陣すると、彼はクァエストル・パッリキディ(査問官)のカエソ・ファビウスとルキウス・ウァレリウスから王位を狙ったと糾弾され処刑された (恐らくウァレリウス法に抵触)。紀元前159年には家のあった場所に立っていた彼の像もケンソルによって鋳潰されたという。

### 影響
しかし農地改革を煽るアジテーションは紀元前484年になっても収まらず、パトリキは対抗して執政官にカッシウスを告発したカエソ・ファビウスやルキウス・ウァレリウスを起用した、紀元前481年には再度カエソ・ファビウスが登板し、護民官スプリウス・リキニウスは徴兵拒否を呼びかけたものの、この時には同僚護民官からも批判され失敗した。
翌紀元前480年の護民官ティベリウス・ポンティフィキウスは再度土地分配法案を提出し、プレブスに対して改革を推進するため軍務のボイコットを呼びかけた。アッピウス・クラウディウスは5人の護民官のうち一人でも味方につければ拒否権によって他の動きを封じることが出来る事を示唆し、パトリキは他の四人を取り込む事で徴兵に成功した (ウェイイとの戦い (紀元前480年))。
この戦いでは決定的な勝利をつかむことが出来ず、ファビウス氏族が単独でウェイイと戦う事を表明したため、プレブスは一転して彼らを後押しすることとなった。しかし、ファビウス氏族はクレメラ川の戦い (紀元前477年)で壊滅的な敗北を喫してしまう。更にウェイイ軍はヤニクルムの丘まで占拠したが、翌紀元前476年ローマ軍はこれを取り戻す事に成功した (ヤニクルムの丘の戦い)。
戦争が終結すると、同前476年の護民官クィントゥス・コンシディウスとティトゥス・ゲヌキウスは土地分配法案を再提出し、前年の執政官ティトゥス・メネニウスを先の戦争での失態で告発して有罪とし、メネニウスは憤死した。更に翌紀元前475年の護民官ルキウス・カエディシウスとティトゥス・スタティウスが前476年の執政官スプリウス・セルウィリウスをヤニクルムでの失態で告発したものの、彼は自ら激しく反論してこれは無罪となった。リウィウスによると、これらの訴訟は土地分配法案に抵抗するパトリキを各個撃破するためのものであったと言う。
紀元前473年には護民官グナエウス・ゲヌキウスが、前年の執政官ルキウス・フリウスとアウルス・マンリウスを、カッシウス法案提出時に取り決められた土地分配十人委員会を任命できなかったとして告発した。しかしながら、裁判直前にゲヌキウスが不審死を遂げたため、告発は取り下げられた。
ゲヌキウスの死後、混乱の中でプレブスから新たにウォレロ・プブリリウスという男が現れ、護民官の選出をパトリキの影響から切り離すプブリリウス法を提出してアッピウス・クラウディウスの子アッピウス・クラウディウス・クラッススと争うこととなり、一時そちらが焦点となっていく。しかし紀元前471年にプブリリウス法が成立するとすぐに土地分配法案闘争が再開された。

### アンティウム分配
紀元前467年、ついに実際に土地が分配される機会が訪れた。前年ウォルスキ族の主要都市の一つアンティウムを陥落させており、その土地を分配するための三人委員会が組織された。メンバーはいずれも執政官経験者のティトゥス・クィンクティウス、プブリウス・フリウス、アウルス・ウェルギニウスであった。しかしながら、プレブスはローマの土地を希望し、アンティウムへ行く者はわずかであった。
その後しばらくローマはウォルスキやアエクイ族の攻撃や疫病に苦しみ、紀元前462年には執政官権限を制限するテレンティリウス法案が提出された。その争いをきっかけに紀元前454年にはソロンの法研究のためアテナイに使節団が派遣され、その帰国後の紀元前451年に十人委員会が設立されると十二表法が完成する事になる。

## フラミニウス
紀元前232年に護民官に就任したガイウス・フラミニウスは、第一次ポエニ戦争などで農地を失った人々を救済するため、紀元前283年にプレブス出身のクリウス・デンタトゥスが獲得した元ガリア人セノネス族の領地アドリア海沿岸部を分配する法案を元老院の反対を押し切って成立させた。
これに怒ったガリア・キサルピナの諸部族が反乱を起こし、テラモンの戦い、クラスティディウムの戦いなどを経て、キサルピナはローマに組み込まれていったが、ハンニバルのアルプス越え以降は再度反ローマに立ち上がり、ローマは苦しい戦いを余儀なくされる。

## グラックス兄弟の改革
紀元前133年、護民官ティベリウス・グラックスは、センプロニウス農地法をケントゥリア民会に提出する。この法案は一人の管理出来る国有地を制限してそれを超えた分を没収し、その街に実際に住んでいる農民たちに少ない賃貸料で再配分しようとしたものである。
紀元前122年にはティベリウスの弟ガイウス・グラックスによって更なる改革が試みられた。この改革は法の適用をイタリア中の植民市へ拡大する事をも目論んでいたが、既得権益層からの大反発を食らって実現しなかった。
この後、紀元前118年までには穀物の価格統制と国有地の再分配は有名無実化し、紀元前111年までにはイタリアでの大土地所有が認められるよう、骨抜きにされていくこととなった。